# Itunes
Itunes (skrivet iTunes som produkt) är en gratis mediespelare utvecklad av Apple. Första versionen kom i början av 2001 och var exklusiv för Mac OS 9. Numera finns programmet till såväl Mac OS X som Windows. Sedan operativsystemet Mac OS Catalina släpptes 2019 uppdateras programmet dock inte längre för Macintosh-datorer och Apples mobila enheter, utan har där ersatts av programmen Apple Music, Apple TV och Apple Podcasts (tidigare kallat "Itunes Podcasts"). För Windows uppdateras det dock fortfarande, och finns tillgängligt via Microsoft Store.
Den 6 februari 2013 meddelade Apple att användarna hade köpt och hämtat över 25 miljarder låtar från Itunes Store, vilken då sedan några år tillbaka var världens mest utnyttjade webbutik för musik. Butiken är integrerad med programmet Itunes, vilket gör det möjligt för användarna att söka efter och köpa musik för att använda i sina anslutna enheter. 
Programmets huvudfunktioner är att:
- spela musik
- erbjuda MP3- och AAC-kodning av ljud-CD
- ge överblick av en stor samling musikfiler och sortera filerna efter exempelvis artist eller album
- administrera innehållet i Ipod, Ipad och Iphone
- vara gränssnitt för den digitala musikaffären Itunes Store
- generera automatiska spellistor med verktyget Genius
- ladda ner poddradio-sändningar
- titta på video, som till exempel musikvideor eller avsnitt av en TV-serie (version 6.0 och senare)
- ladda ner spel från Ipod Games som sedan kan spelas på en Ipod av lämplig modell
- Uppdatera eller återskapa iPhone, iPod, iPad, etc.
- iTunes kan endast köras med Windows 10 som är uppdaterat till minst version "1607".

Quicktime krävs för att Itunes skall fungera. Digital Audio Access Protocol (DAAP) är det proprietära protokoll som används för att dela media över ett lokalt nätverk.

## Poddradio
Från och med version 4.9 har Itunes inbyggda funktioner för poddradio och som ett komplement till det har Apple även skapat ett stort poddradioregister som en del av Itunes Store. Poddradiosändningar från kommersiella radiostationer och företag får störst utrymme. Vem som helst får registrera sin poddradiosändning i Itunes Store så kvantitativt är det mest oberoende poddsändningar. En förutsättning är dock att man har registrerat ett Apple-ID och att Itunes Store finns i det land där poddradiosändningen produceras.